# Аверьянов, Валентин Григорьевич
Валенти́н Григо́рьевич Аверья́нов (26 октября 1922 — 23 июня 2007) — участник Великой Отечественной войны (гвардии младший лейтенант, старший лётчик 15-го гвардейского штурмового авиационного полка 277-й штурмовой авиационной дивизии 1-й воздушной армии 3-го Белорусского фронта, Герой Советского Союза (1945), полковник.

## Биография

Могила Аверьянова на Троекуровском кладбище Москвы.

Родился 26 октября 1922 года в городе Москве в семье рабочего. Русский. По окончании 7 классов работал слесарем на 119-м завод имени Маленкова, учился в аэроклубе Свердловского района.
Весной 1941 года был призван в Красную армию и направлен в Черниговскую военно-авиационную школу пилотов. Курсантом встретил начало Великой Отечественной войны. В первые месяцы войны вместе с другими первокурсниками воевал в пехоте, нес службу на подступах к Чернигову. Осенью училище эвакуировали в Ростов-на-Дону, а затем в Туркмению.
После окончания учёбы в конце 1942 года Аверьянов был направлен не на фронт, а на Дальний Восток. Проходил службу в истребительном полку в городе Уссурийске. Нес боевое дежурство в кабине истребителя И-16. В 1943 году переучился на штурмовик Ил-2 и убыл в действующую армию.
На фронтах Великой Отечественной войны с марта 1944 года. Воевал в составе 15-го гвардейского штурмового авиационного полка на Ленинградском, 3-м Белорусском фронтах. Участвовал в боях за освобождение Ленинградской области, Карельского перешейка, города Выборга, Советской Эстонии, в боях в Восточной Пруссии. Летал в эскадрильи Кунгурцева Е. М.
К ноябрю 1944 года старший летчик гвардии младший лейтенант Аверьянов произвел 109 успешных боевых вылетов на штурмовку и бомбардировку войск противника.
Указом Президиума Верховного Совета СССР от 19 апреля 1945 года за образцовое выполнение заданий командования на фронте борьбы с немецко-фашистскими захватчиками и проявленные при этом мужество и героизм гвардии младшему лейтенанту Аверьянову Валентину Григорьевичу присвоено звание Героя Советского Союза с вручением ордена Ленина (№ 42524) и медали «Золотая Звезда» (№ 6300).
Последний боевой вылет гвардии капитан Аверьянов сделал 9 мая 1945 года, сбрасывал листовки с призывом сдаваться в районе порта Пиллау (ныне — город Балтийск Калининградской области). Войну закончил заместителем командира эскадрильи.
За короткое время пребывания на фронте, чуть больше года, совершил 192 боевых вылета. Лично уничтожил и повредил 10 танков, 43 орудия, 30 миномётов, 87 автомашин, много другой боевой техники противника. В воздушных боях в группе сбил 7 истребителей. Был сбит только один раз. В 1945 году вступил в ВКП(б).
После войны продолжил службу в армии. Служил заместителем, а затем командиром авиационного полка. В 1956 году окончил Военно-воздушную академию имени Ю. А. Гагарина. С 1957 по 1967 годы занимался испытанием новой авиационной техники. С 1970 года полковник Аверьянов — в запасе.
Жил в Москве, работал ведущим конструктором производственного объединения. Скончался 23 июня 2007 года.

## Награды
- Медаль «Золотая Звезда» Героя Советского Союза
- Орден Ленина
- Три ордена Красного Знамени
- Орден Александра Невского
- Два ордена Отечественной войны I степени
- Орден Отечественной войны II степени
- Орден Красной Звезды
- Медали

## Память
- Похоронен в Москве на Троекуровском кладбище (участок 7).